# Andoain
Andoain là một đô thị trong tỉnh Guipúzcoa thuộc cộng đồng tự trị Xứ Basque, Tây Ban Nha. Dân số ngày nay là khoảng 13.000 người.